# (3450) Dommanget
(3450) Dommanget (1983 QJ) – planetoida z grupy pasa głównego asteroid okrążająca Słońce w ciągu 4,55 lat w średniej odległości 2,74 j.a. Odkrył ją Henri Debehogne 31 sierpnia 1983 roku.